# راونو پهکا
راونو پهکا (استونیایی: Rauno Pehka؛ زادهٔ ۱ ژانویهٔ ۱۹۶۹) بازیکن بسکتبال اهل استونی بود.
از باشگاه‌هایی که در آن بازی کرده‌است می‌توان به باشگاه بسکتبال تال‌تک و باشگاه بسکتبال کالو اشاره کرد.